# Dan the Banjo Man
«Dan the Banjo Man» es una canción del músico británico Phil Cordell (acreditado como Dan the Banjo Man). Fue publicada el 3 de agosto de 1973 como el sencillo principal de su álbum del mismo nombre.

## Lista de canciones
Todas las canciones escritas y compuestas por Phil Cordell.
1. «Dan the Banjo Man» – 3:01
2. «Everything Will Rhyme» – 3:22

## Posicionamiento

### Gráfica semanal
| Gráfica (1973–74)             | Pico de posición |
| ----------------------------- | ---------------- |
| Alemania (Offizielle Top 100) | 1                |

### Gráfica de fin de año
| Gráfica (1974)                | Pico de posición |
| ----------------------------- | ---------------- |
| Alemania (Offizielle Top 100) | 2                |

## Certificaciones y ventas
| País                                                     | Certificación | Ventas   |
| -------------------------------------------------------- | ------------- | -------- |
| Alemania (BVMI)                                          | Plata         | 300 000* |
| *cifras de ventas basadas únicamente en la certificación |               |          |

## Otras versiones
La banda británica Apollo 100 publicó su versión de «Dan the Banjo Man» en agosto de 1974. La revista Cash Box declaró: “El grupo instrumental que golpeó hace un tiempo con «Joy» vuelve a atacar seriamente con esta salida instrumental similar, repleta de un gran trabajo de teclado. La manera perfecta de alegrar una lista de reproducción pop o MOR. Mira cómo éste comienza a subir y ni siquiera hay un banjo presente”.